# Алекс Росс
Алекс Росс (англ. Alex Ross; 22 січня 1970) — американський художник та сценарист коміксів, відомий насамперед своїми обкладинками та дизайнерськими роботами. Він став відомим у 1994 з моменту випуску міні-серії «Marvels», над якою він працював разом з сценаристом Кьортом Бусіек для Marvel Comics. З тих пір він зробив безліч проектів як для Marvel, так і для DC Comics. Алекс також був сценаристом, наприклад, відомого коміксу «Kingdom Come» 1996 року, який він написав у співавторстві. З тих пір він робив обкладинки і дизайн персонажів для серії «Astro City». Він робив обкладинки для тв-гідів, рекламні роботи для кінопремії «Оскар», плакати і дизайн упаковок для відеоігор.
Кажуть, що стиль Росса демонструє «Норман-Роквелл-зустрів-Джордж-Перес», і хвалять його за реалістичні людські зображення класичних персонажів коміксів. Його стиль рендеринга, його увага до деталей. Через довготривалий час, який потрібен Россу, щоб зробити своє мистецтво, він в першу чергу служить графікопобудовником і/або художником лише обкладинки.